# Грахово Брдо
Грахово Брдо (словен. Grahovo Brdo) — поселення в общині Сежана, Регіон Обално-крашка, Словенія. Висота над рівнем моря: 352,5 м. Розміщене на схід від Криж.